# Filippo Archinto (Bischof, 1549)
Filippo Archinto (* 15. Dezember 1549 in Mailand; † 25. November 1632 in Cantù) war ein italienischer Doktor der Rechte, Erzpriester und Bischof von Como.

## Leben
Filippo Archinto war Sohn des Adligen Alessandro und dessen Ehefrau Ippolita della Croce sowie ein Neffe des gleichnamigen Erzbischofs von Mailand. Er studierte zunächst Medizin und Chirurgie, dann Rechtswissenschaften an der Universität Pavia und promovierte 1575; im selben Jahr wurde er in das Collegio dei giureconsulti in Mailand berufen. Nach einer Reise nach Rom schlug er 1590 eine kirchliche Laufbahn ein. Er wurde 1592 zum Erzpriester in Bologna gewählt und dann von Papst Clemens VIII. zum Bischof von Como ernannt. Er hatte das Amt von 1595 bis 1621 inne, obwohl die Eidgenossen anfänglich gegen die Wahl eines Mailänders opponierten.
Während seines Episkopats ließ er ein Inventar der Besitztümer der Diözese erstellen und reorganisierte das bischöfliche Archiv. Er trat 1621 aus Altersgründen zurück. Nachfolger wurde sein Neffe Aurelio Archinto.